# Вільям Кідд
Вільям Кідд (англ. William Kidd; 1654, Данді, Шотландія — 23 травня 1701, Воппін, Тауер-Гемлетс, Лондон, Королівство Англія) — англійський капер. Народившись в Шотландії неподалік від доків, майбутній пірат з дитинства вирішив пов'язати свою долю з морем.
У деяких джерелах ім'я капітана Кідда не Вільям, а Роберт (англ. Robert): так, наприклад, в книзі Чарльза Еллмза (англ. Charles Ellms) «The Pirates Own Book, Or Authentic Narratives of the Lives, Exploits, and Executions of the Most Celebrated Sea Robbers: With Historical Sketches of the Joassamee, Spanish, Ladrone, etc», яку було видано у 1837 році, глава, присвячена Кідду має назву «Пригоди капітана Роберта Кідда» (англ. The Adventures of Captain Robert Kidd). В наступних перевиданнях є примітка, що справжнє ім'я Кідда — Вільям. Є думка, що капітан Роберт Кідд з'явився у версіях 1730—1820 років завдяки популярній баладі «Прощання капітана Кідда з морями».
У 1688 році Кідд, будучи простим матросом, вижив у корабельній аварії біля Гаїті і змушений був стати піратом. У 1689 році, зрадивши своїх соратників, Вільям заволодів фрегатом, назвавши його «Благословенний Вільям». З допомогою каперського патенту Кідд взяв участь у війні проти французів. Взимку ж 1690 року його покинула частина команди, і Кідд вирішив стати розсудливим. Він одружився з багатою вдовою, прийнявши у володіння землі й майно. Але серце пірата вимагало пригод і ось, через 5 років він вже знову капітан. Потужний фрегат «Відважний» покликаний був грабувати, однак тільки французів. Адже спонсором експедиції була держава, якій не потрібні були зайві політичні скандали. Проте матроси, бачачи відсутність прибутку, періодично піднімали бунт. Не врятувало ситуацію і захоплення багатого судна з французькими товарами. Рятуючись від своїх колишніх підлеглих, Кідд здався в руки англійської влади. Пірата було відвезено до Лондона, де він швидко став розмінною монетою в боротьбі політичних партій. За звинуваченням у піратстві й убивстві суднового офіцера (який був призвідником заколоту) Кідда засудили до смертної кари. У 1701 році пірат був повішений, а його тіло провисіло в залізній клітці над Темзою 23 роки, як пересторога корсарам про неминучу кару. Відомий гучним судовим розглядом над його злочинами та піратськими нападами, які оскаржуються і донині. На думку деяких сучасних істориків, Кідд діяв згідно з отриманим каперським патентом і не нападав на союзницькі кораблі.